# Æthelred II (roi de Northumbrie)
Pour les articles homonymes, voir Æthelred.
Æthelred II est roi de Northumbrie vers le milieu du IXe siècle.

## Biographie
Æthelred II est le fils d'Eanred. Il est le troisième de sa lignée à régner sur la Northumbrie, après son père et son grand-père Eardwulf. Les trente années de règne de son père suggèrent une certaine stabilité, mais Æthelred n'en bénéficie pas. Il est chassé du pouvoir une première fois par un certain Rædwulf, qui meurt l'année même de son usurpation en affrontant les Vikings. Æthelred reprend alors le pouvoir, mais il finit assassiné après avoir régné environ huit ans. D'après Siméon de Durham, c'est un certain Osberht, sans lien avec la famille royale, qui lui succède,.

## Chronologie
D'après la chronologie traditionnelle, établie à partir des Flores historiarum de Roger de Wendover, Æthelred monte sur le trône en 840 et meurt en 848, l'usurpation de Rædwulf prenant place en 844. Barbara Yorke et Simon Keynes acceptent cette chronologie, mais envisagent la possibilité que l'avènement d'Æthelred ait eu lieu en 841 et sa chute en 849,. D. P. Kirby propose cependant une chronologie alternative qui décale le règne d'Æthelred aux années 844-853 afin d'intégrer un second règne d'Eardwulf que Roger de Wendover n'aurait pas pris en compte dans ses calculs. Dans sa chronologie, Kirby ne propose pas de date pour l'usurpation de Rædwulf.